# Ataenius perforatus
Ataenius perforatus är en skalbaggsart som beskrevs av Edgar von Harold 1867. Ataenius perforatus ingår i släktet Ataenius och familjen Aphodiidae. Inga underarter finns listade.